# San-ja-che
San-ja-che (čínsky pchin-jinem Sānyàhé, znaky zjednodušené 三亚河, tradiční 三亞河; česky „řeka San-ja“) je řeka na jihu čínské ostrovní provincie Chaj-nan. Řeky je dlouhá 28,8 km a její povodí má rozlohu 337 km².

## Průběh toku
Řeka pramení v horách na pomezí městské prefektury San-ja a autonomního okresu Pao-tching.
Řeka teče z vodní nádrže Šuej-jüan-čch’ jižním směrem, přes město San-ja (konkrétně přes obvod Tchien-ja), následně ústí do zálivu San-ja a Jihočínského moře.

## Galerie

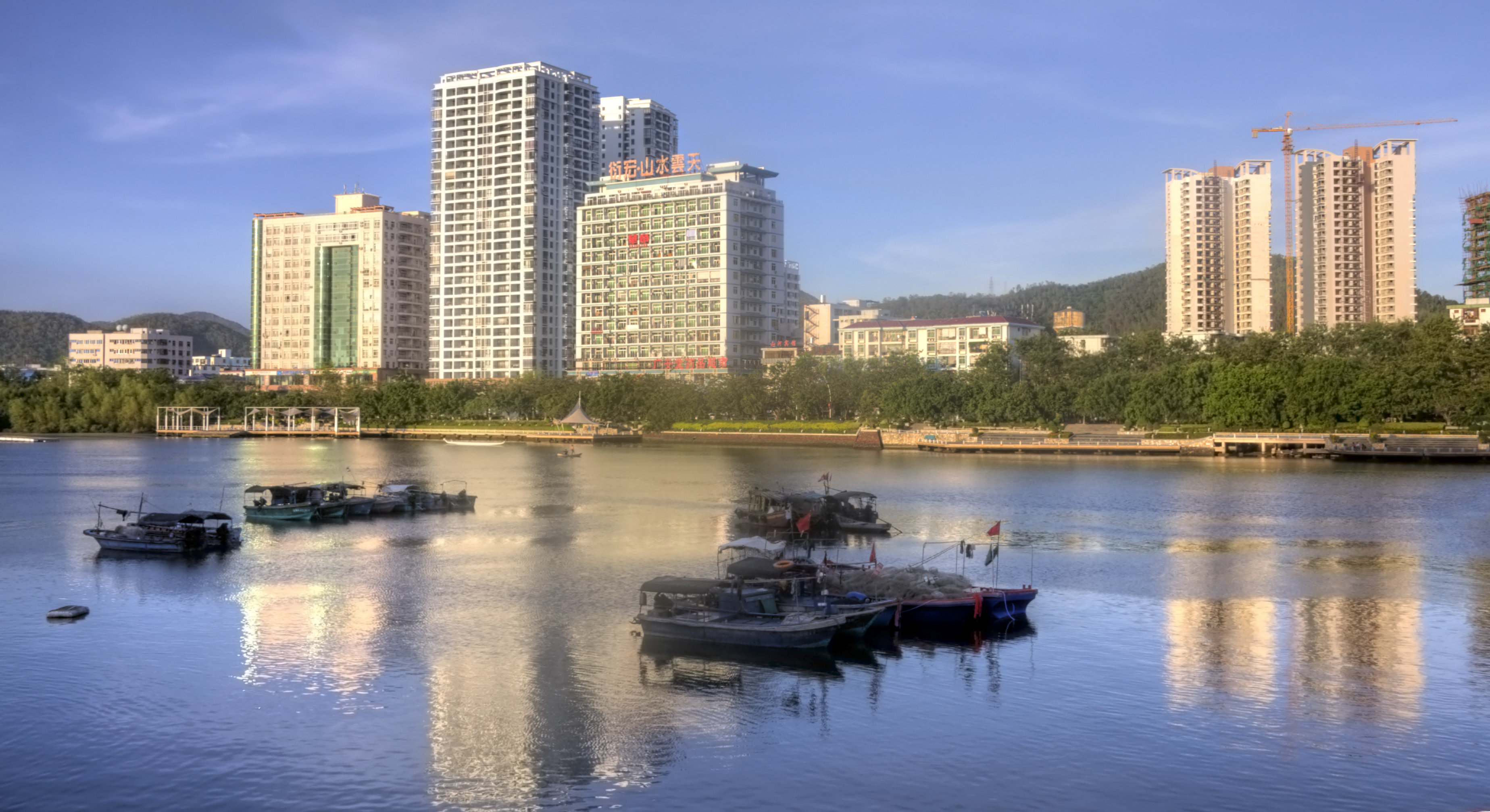
Řeka ve městě San-ja
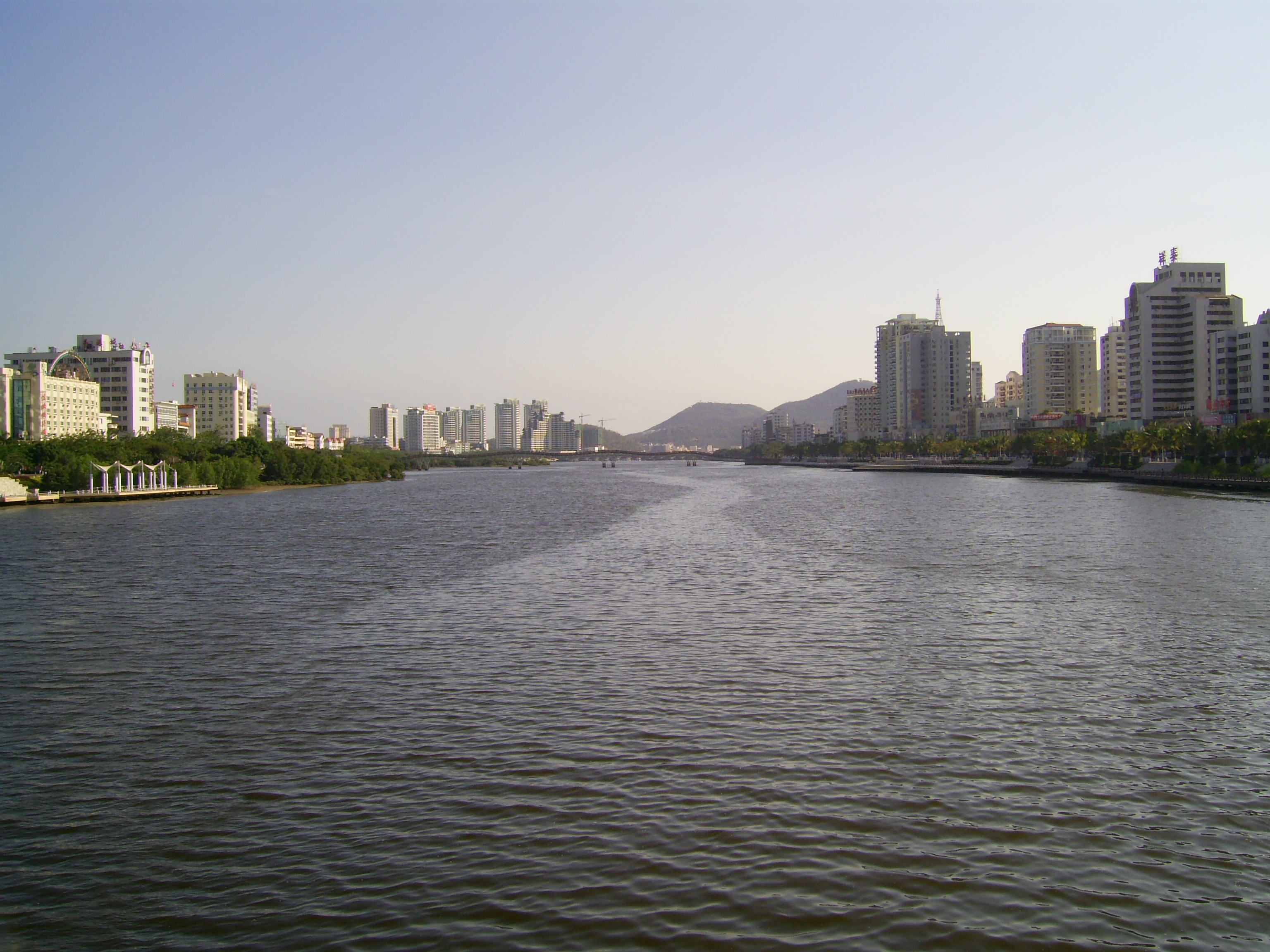
Řeka ve městě San-ja
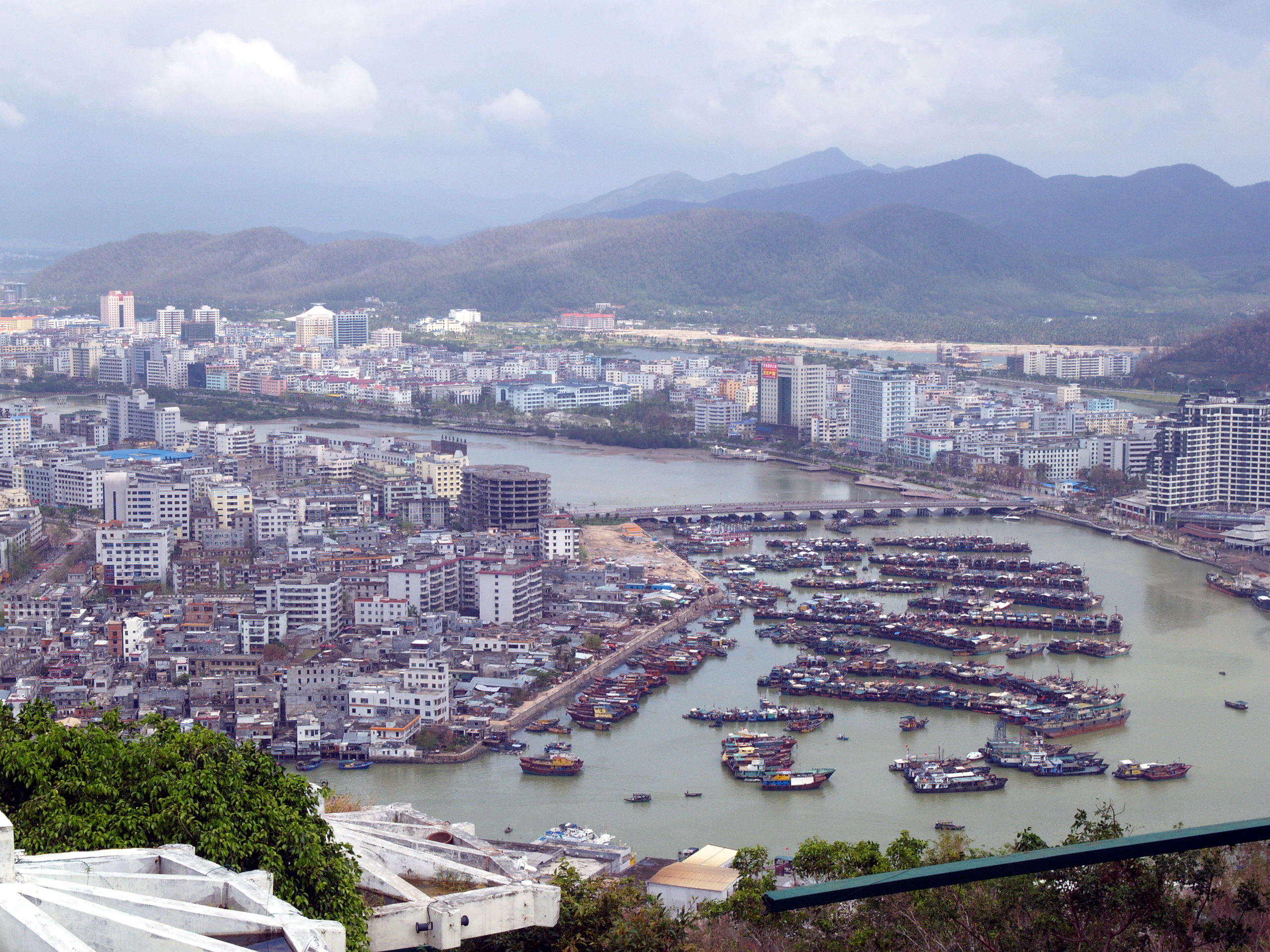
Rybářské lodě na San-ja-che